# مگس‌گیر آبی کم‌رنگ
مگس‌گیر آبی کم‌رنگ (نام علمی: Cyornis unicolor) نام یک گونه از سرده مگس‌گیرهای آبی است.